# Pekan Binjai
Pekan Binjai is een bestuurslaag in het regentschap Binjai van de provincie Noord-Sumatra, Indonesië. Pekan Binjai telt 5264 inwoners (volkstelling 2010).